# Кормилкин, Иван Алексеевич
Иван Алексеевич Кормилкин (1914—1989) — старший сержант Советской Армии, участник Великой Отечественной войны, Герой Советского Союза (1945).

## Биография
Иван Кормилкин родился 21 января 1914 года в селе Волково (ныне — Сухиничский район Калужской области). После окончания семи классов школы работал на стройках крупных предприятий, в том числе Горьковского автомобильного завода, Нижнетагильского вагоностроительного завода. В 1937—1939 годах проходил службу в Рабоче-крестьянской Красной Армии. В июне 1941 года Кормилкин повторно был призван в армию и направлен на фронт Великой Отечественной войны. К декабрю 1944 года гвардии старший сержант Иван Кормилкин командовал отделением разведки 45-й гвардейской пушечной артиллерийской бригады 46-й армии 2-го Украинского фронта. Отличился во время освобождения Дуная.
В ночь с 4 на 5 декабря 1944 года Кормилкин переправился через Дунай в районе города Эрчи в 20 километрах к югу от Будапешта и занимался корректировкой огня батарея по противнику, что способствовало успешному отражению немецких контратак.
Указом Президиума Верховного Совета СССР от 24 марта 1945 года гвардии старший сержант Иван Кормилкин был удостоен высокого звания Героя Советского Союза с вручением ордена Ленина и медали «Золотая Звезда».
В 1946 году Кормилкин был демобилизован. Проживал в г. Москва на ул. Молостовых, работал сначала мастером, затем слесарем-наладчиком.
Был также награждён орденом Отечественной войны 1-й степени и рядом медалей. Жил в Реутове, с 1974 — в Москве.
Умер в 1989 году. Похоронен на Никольском кладбище в Балашихе.